# Camp (comté de Kerry)
Pour les articles homonymes, voir Camp.
Camp (en irlandais : An Com est un village près des Monts Slieve Mish et assez proche de la mer, dans le comté de Kerry en république d’Irlande, sur la péninsule de Dingle. Camp est proche du Dingle Way et constitue une destination touristique et un lieu de vacances estivales.

## Histoire
Le village a été associé à la légende milésienne. Ainsi, la première histoire enregistrée possible de la région date d'environ 1700 avant J.-C.. Le transport ferroviaire local incluait autrefois l'itinéraire le long du Chemin de fer léger de Tralee et Dingle (en). L'église de Killelton, un monument national médiéval, se trouve à 2,5 km à l'est.
L'église catholique romaine locale, dédiée à Sainte Marie, a été construite en 1826.